# An Lushan

An Lushan

An Lushan, född omkring 703, död 29 januari 757, var en kinesisk militär och ämbetsman av centralasiatisk börd. Han är känd för att ha startat det så kallade An Lushan-upproret mot Tangdynastin.
An Lushan var av centralasiatiskt, möjligen turkiskt ursprung. Han stod högt i gunst hos kejsar Tang Xuanzong och dennes konkubin Yang Guifei, som sägs ha roats av hans klumpighet och brist på etikett och gett honom höga titlar och ärebetygelser. År 751 var han befälhavare för en kinesisk här som besegrades och förlorade 60 000 man i strid mot en tungusisk hord från de manchuriska vidderna. Hans fiender i hovet, statsministern och kronprinsen, övertalade kejsaren att året efter hemkalla honom och sätta hans lojalitet på prov. Genom att lydigt följa befallningen, falla på sitt ansikte inför tronen och i tårar lova att han var dess mest hängivne tjänare och försvarare blev han förlåten av kejsar Xuanzong och återinsatt med nya hedersbetygelser. Han var militärguvernör i nordöstra Kina och byggde på tre år upp armén igen, varefter han år 755 oväntat gjorde uppror och snabbt tog i besittning hela östra Kina inklusive huvudstäderna Luoyang och Chang'an, vilket tvingade hovet att fly sydväst. Han utropade sig själv till kejsare, men fick problem när Xuanzongs efterträdare kejsar Suzong fick oväntat stöd i form av hjälptrupper från Khotan och Kucha, en legohär från kalifen i Bagdad och en uigurisk armé. År 757 blev han mördad på order av sin egen son. Sex år senare gick hans rebellrike under.